# Ituglanis epikarsticus
Ituglanis epikarsticus är en fiskart som beskrevs av Bichuette och Trajano 2004. Ituglanis epikarsticus ingår i släktet Ituglanis och familjen Trichomycteridae. Inga underarter finns listade i Catalogue of Life.